# Blaffer
En blaffer er en person, som går (eller står) langs med en vej, og forsøger at få et lift af de forbikørende. Dette foregår typisk med enten et skilt, der angiver en bydestination eller ved at man vifter med sin oprejste tommelfinger (resten af næven knyttet) – herfra stammer udtrykket at tomle.
Udtrykket har givet navn til den danske oversættelse af Douglas Adams' bogserie Håndbog for vakse galakseblaffere.